# البستان الكبير
البستان الكبير قرية سوريّة تتبع إداريّاً لمحافظة حلب منطقة عفرين ناحية شران، بلغ تعداد سكانها 128 نسمة حسب التعداد السكاني لعام 2004.